# Iglesia de San Juan (Laguardia)
La Iglesia de San Juan (Laguardia) es un templo católico situado al sur del centro histórico de Laguardia, en la cuadrilla de la Rioja Alavesa (Álava, País Vasco, España). Construido entre los siglos XII y XIV, su estilo predominante es el gótico.

## Historia
La iglesia está adosada a la muralla y a la torre que protege la entrada a la ciudad desde el sureste. Se construyó como templo-fortaleza. Se distinguen varias etapas en su construcción, el templo que comenzó siendo románico se transformó a gótico: los primeros elementos edificados se corresponden con el siglo XII o principios del XIII y tienen una marcada influencia francesa. La mayor parte de la iglesia fue construida entre los siglos XIII y XIV en un estilo gótico que constituye el núcleo fundamental del edificio: bóvedas de crucería y terceletes, coro, ábsides, el rosetón del muro de la capilla, etc. En el siglo XVI parte de esta disposición inicial desapareció: el templo dejó de tener función defensiva (por ejemplo, se reconvirtió la torre almenada del antiguo castillo militar en un campanario) y se llevó a cabo una importante ampliación.

## Descripción
La planta del templo es de cruz latina de brazos desiguales para adaptarse a la fortificación, con crucero y tres ábsides. La decoración de las naves se compone de arcos apuntados y bóvedas de sencilla crucería. En los muros se pueden observar también ventanales góticos y rosetones.

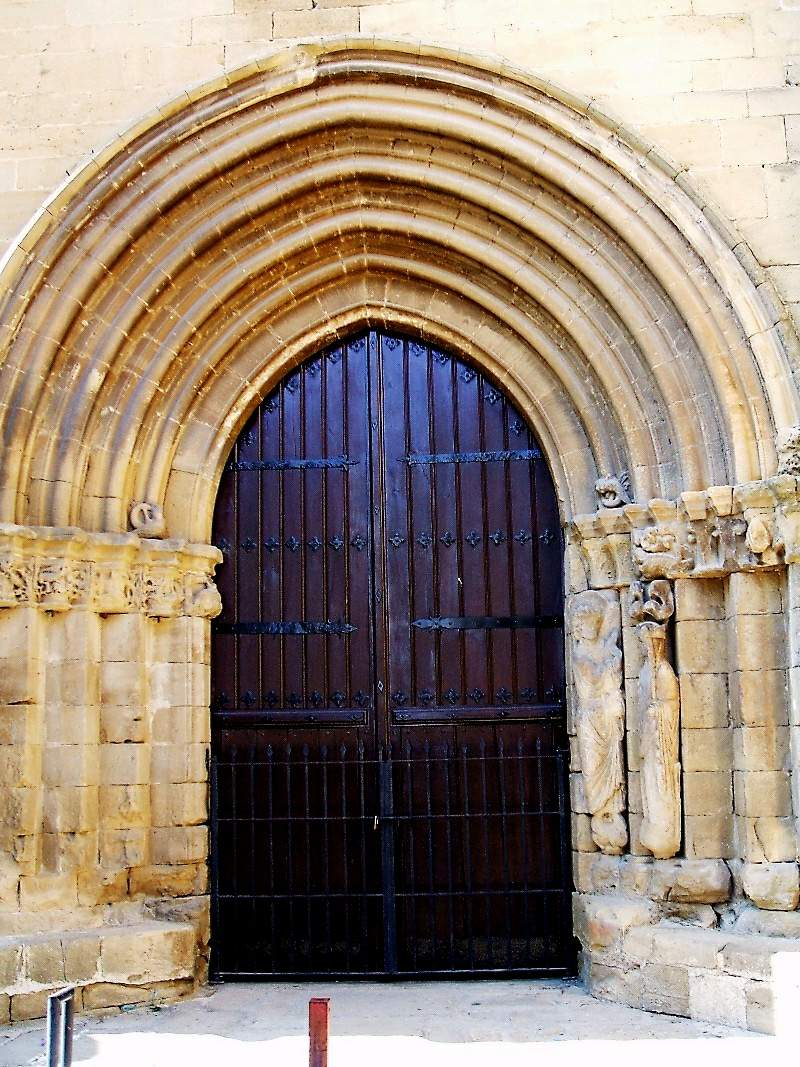
Portada de los abuelos de San Juan en Laguardia

### Exterior
La portada sur, conocida como la de los abuelos, es la única original que se conserva. Fue construida en el segundo tercio del siglo XIII. Consta de cinco arquivoltas formadas por baquetones. Se conservan a la izquierda dos columnas con fustes retallados completamente; en uno hojas de palmera, en otro flores formando cuadros. Los capiteles correspondientes a estas columnas apuntan la transición al gótico, tienen esculpidos animales entrelazados con ramas de árbol. A la derecha los apoyos son dos estatuas que representan la Anunciación. Los capiteles de la derecha son totalmente románicos. Sobre la portada destaca el óculo circular ornamentado en interior y exterior. Está recubierto con decoración de motivos vegetales y presenta cierto abocinamiento. En la parte interior podemos ver figuras muy expresivas entre las que destacan animales fantásticos y otras de difícil identificación por su avanzado estado de deterioro.

### Interior

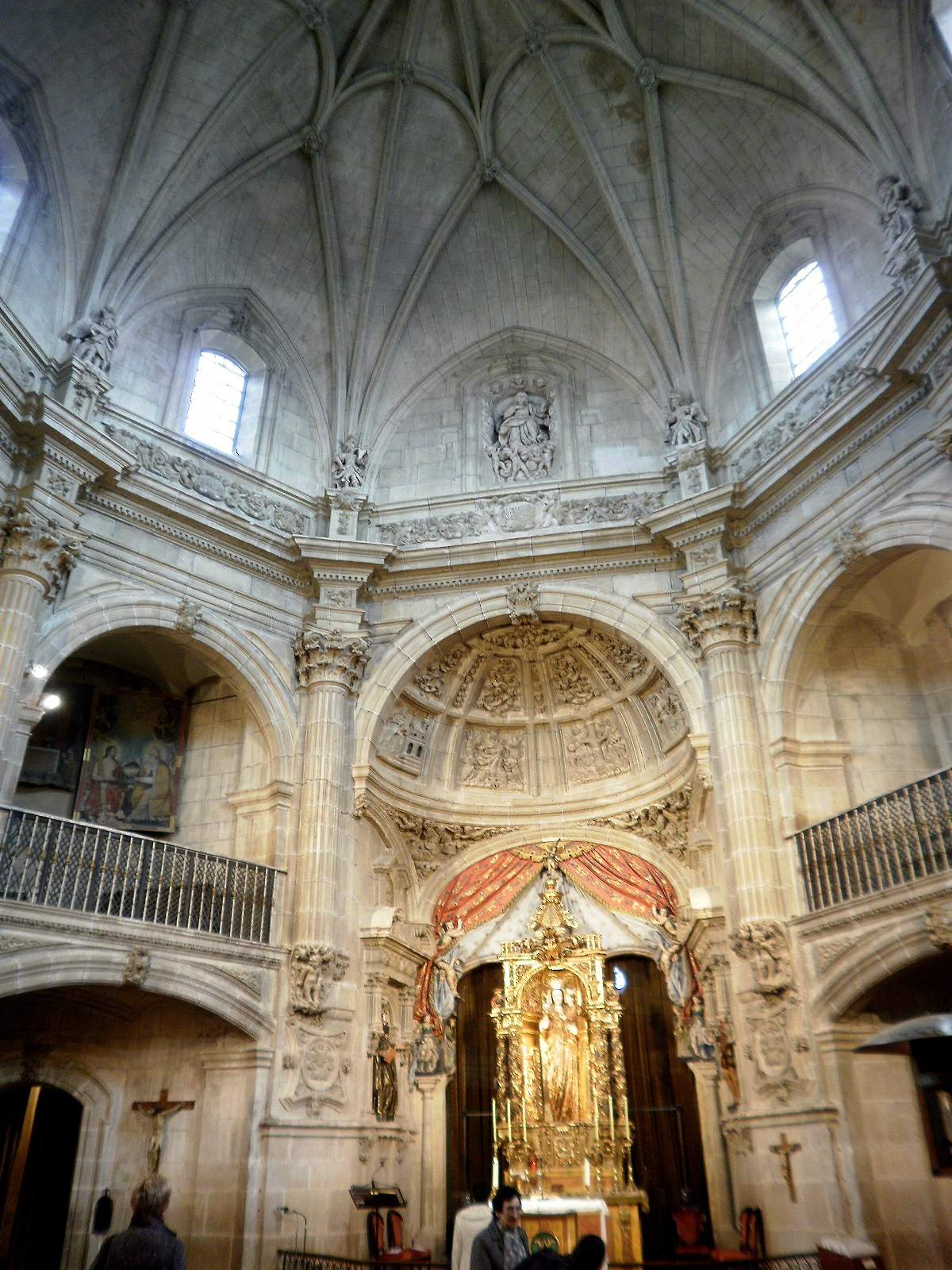
Interior de la iglesia de San Juan

En el interior destaca el retablo mayor de finales del siglo XVII, de estilo churrigueresco y perfectamente adaptado a la cabecera poligonal. Hay otros retablos de los siglos XVII o XVIII en los laterales y capilla: retablo de la Veracruz, de S. José, de las Ánimas, de S. Antonio, de S. Francisco y el barroco de los Sánchez Samaniego. Los retablos absidales son neoclásicos, de no muy buena calidad.
Entre 1732 y 1740, Juan Bautista de Arbaizade construyó la capilla de la Virgen del Pilar, de planta octogonal, una nave, un capitel rodeado de arcadas y una galería de arcos de medio punto. Fue construida cegando la monumental puerta principal del templo. El retablo de su interior es también barroco, pero anterior a la construcción de la capilla, posiblemente de fines del siglo XVII.
La imagen de Nuestra Señora del Pilar perteneció al mainel de la antigua portada  principal de la iglesia y puede ser del siglo XIV. Es objeto de gran devoción popular desde la Edad Media.
En la capilla de la Piedad reposan los restos del conocido fabulista Félix María Samaniego, ilustre personaje de la villa.

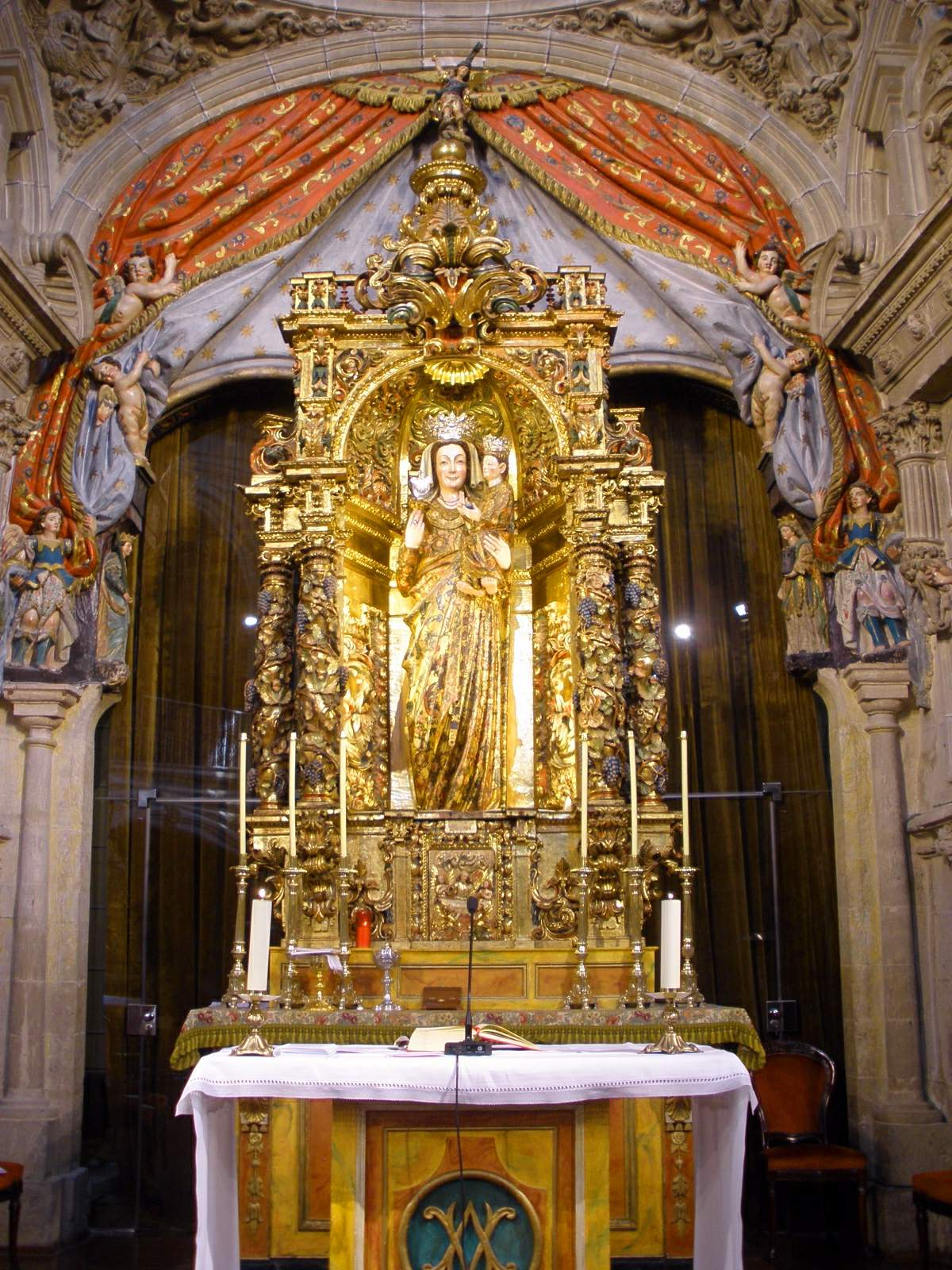
Retablo de la Virgen en la iglesia de San Juan de Laguardia

El coro marca claramente la transición entre el Gótico y el Renacimiento, con sucesivas variaciones desde el siglo XV hasta el XVIII. La parte correspondiente a la nave central es gótica, el tramo correspondiente a la nave derecha es plateresco con rica ornamentación. El tramo de la nave izquierda es plenamente renacentista.

### Protección patrimonial
La iglesia de San Juan de Laguardia está declarada Monumento Histórico-Artístico de carácter nacional  por el Gobierno Vasco a través del decreto 265/1984, de 17 de julio.